# Гущеротазови
Гущеротазовите (Saurischia) са разред животни от клас Влечуги (Reptilia).
Таксонът е описан за пръв път от Хари Говиър Сийли през 1888 година.

## Подразреди
- Theropoda – Тероподи